# Слоун, Джон
Джон Френч Сло́ун (англ. John French Sloan; 2 августа 1871, Лок-Хейвен, Пенсильвания — 7 сентября 1951, Хановер, Нью-Гэмпшир) — американский художник-импрессионист.

## Жизнь и творчество
Родился в семье Джеймса Диксона Слоуна и Генриетты Ирландии Слоун. Вначале проявил себя как график, работая иллюстратором и карикатуристом в одном из журналов своего родного штата. Параллельно вечером учился в Пенсильванской академия изящных искусств в Филадельфии. Под влиянием творчества своего учителя, художника Роберта Генри переходит к масляной живописи, причём образцом для Дж. Слоуна становится живопись Эдуарда Мане, а затем Винсента ван Гога, Пабло Пикассо, Анри Матисса.
В 1904 году художник переезжает в Нью-Йорк, селится на Манхэттене, а через несколько лет — среди художников Гринвич-Виллидж. В 1906 году он начинает преподавать в нью-йоркской Школе искусств. Среди его учеников числятся Джордж Уэсли Беллоуз, Эдвард Хоппер, младший сын Шолом-Алейхема, художник Норман Райбен.
Темой полотен Дж. Слоуна была повседневная жизнь нью-йоркского мегаполиса; один из примеров его творчества — картина «Три часа утра». Создавал почти исключительно фигуративную живопись.
Второй женой Джона Слоуна была Хелен Фарр Слоун, американский меценат, педагог и художник. Она передала много работ Джона Слоуна в Художественный музей Делавэра.